# Wspólnota administracyjna Breisach am Rhein
Wspólnota administracyjna Breisach am Rhein – wspólnota administracyjna (niem. Vereinbarte Verwaltungsgemeinschaft) w Niemczech, w kraju związkowym Badenia-Wirtembergia, w rejencji Fryburg, w regionie Südlicher Oberrhein, w powiecie Breisgau-Hochschwarzwald. Siedziba wspólnoty znajduje się w mieście Breisach am Rhein, przewodniczącym jej jest Oliver Rein.
Wspólnota administracyjna zrzesza jedno miasto i dwie gminy wiejskie:
- Breisach am Rhein, miasto, 14 505 mieszkańców, 54,58 km²
- Ihringen, 5 912 mieszkańców, 23,0 km²
- Merdingen, 2 558 mieszkańców, 91,97 km²